# ヤンキーバローズ
ヤンキーバローズ（欧字名:Yankee Barows、2022年2月13日 - ）は、日本の競走馬。主な勝ち鞍は2025年のファルコンステークス。
馬名の意味はアメリカ人+冠名。

## 経歴

### 2歳（2024年）
6月23日函館芝1200mの2歳新馬戦で岩田康誠を鞍上に迎え1番人気で出走。3番手追走から4コーナーで先頭に並びかけると最後の直線で逃げ粘るティピティーナとの競り合いを制しデビュー戦を勝利で飾る。7月13日に行われた函館2歳ステークスでは中団後方からしぶとく脚を伸ばしてきたがサトノカルナバルの4着に終わる。11月2日の京王杯2歳ステークスでは道中中団のやや後ろを追走すると直線で鋭く脚を伸ばしてパンジャタワーの3着に入る。12月21日京都の万両賞は中団で脚を溜め直線で懸命に差を詰めてきたがライラの逃げ切りを許し2着に敗れて2歳シーズンを終える。

### 3歳（2025年）
3歳初戦となった3月22日のファルコンステークスでは岩田望来との新コンビで出走。中団追走から直線で鋭く脚を伸ばすと、最後は好位集団から追い上げてきたモンドデラモーレとの追い比べをクビ差制して重賞初制覇を果たした。

## 競走成績
以下の内容は、JBISサーチおよびnetkeiba.comに基づく。
| 競走日     | 競馬場 | 競走名      | 格   | 距離（馬場）  | 頭 数 | 枠 番 | 馬 番 | オッズ （人気） | 着順 | タイム （上り3F） | 着差 | 騎手        | 斤量 [kg] | 1着馬（2着馬）       | 馬体重 [kg] |
| ---------- | ------ | ----------- | ---- | ------------- | ----- | ----- | ----- | --------------- | ---- | ----------------- | ---- | ----------- | --------- | -------------------- | ----------- |
| 2024.06.23 | 函館   | 2歳新馬     |      | 芝1200m（良） | 5     | 5     | 5     | 001.20（1人）   | 01着 | R1:09.8（34.7）   | -0.2 | 0岩田康誠   | 55        | （ティピティーナ）   | 470         |
| 0000.07.13 | 函館   | 函館2歳S    | GIII | 芝1200m（良） | 14    | 8     | 14    | 008.90（5人）   | 04着 | R1:09.5（34.2）   | -0.3 | 0岩田康誠   | 55        | サトノカルナバル     | 466         |
| 0000.11.02 | 東京   | 京王杯2歳S  | GII  | 芝1400m（稍） | 14    | 3     | 4     | 007.60（4人）   | 03着 | R1:21.5（33.8）   | -0.3 | 0岩田康誠   | 56        | パンジャタワー       | 472         |
| 0000.12.21 | 京都   | 万両賞      | 1勝  | 芝1400m（良） | 12    | 8     | 11    | 001.60（1人）   | 02着 | R1:22.0（33.8）   | -0.3 | 0C.ルメール | 56        | ライラ               | 476         |
| 2025.03.22 | 中京   | ファルコンS | GIII | 芝1400m（良） | 18    | 3     | 6     | 006.30（3人）   | 01着 | R1:21.0（34.3）   | -0.1 | 0岩田望来   | 57        | （モンドデラモーレ） | 482         |
| 0000.05.11 | 東京   | NHKマイルC  | GI   | 芝1600m（良） | 18    | 2     | 4     | 039.8（10人）   | 09着 | R1:32.3（34.6）   | -0.6 | 0岩田望来   | 57        | パンジャタワー       | 476         |

- 競走成績は2025年5月11日現在

## 血統表
| ヤンキーバローズの血統          | ヤンキーバローズの血統                                                                | ヤンキーバローズの血統                                                                | （血統表の出典）                                                                      | （血統表の出典）    |
| 父系                            | ロベルト系                                                                            | ロベルト系                                                                            | ロベルト系                                                                            | [ § 2 ]             |
| 父 エピファネイア 鹿毛 2010     | 父の父シンボリクリスエス 黒鹿毛 1999                                                  | Kris S.                                                                               | Roberto                                                                               | Roberto             |
| 父 エピファネイア 鹿毛 2010     | 父の父シンボリクリスエス 黒鹿毛 1999                                                  | Kris S.                                                                               | Sharp Queen                                                                           |                     |
| 父 エピファネイア 鹿毛 2010     | 父の父シンボリクリスエス 黒鹿毛 1999                                                  | Tee Kay                                                                               | Gold Meridian                                                                         | Gold Meridian       |
| 父 エピファネイア 鹿毛 2010     | 父の父シンボリクリスエス 黒鹿毛 1999                                                  | Tee Kay                                                                               | Tri Argo                                                                              |                     |
| 父 エピファネイア 鹿毛 2010     | 父の母シーザリオ 青毛 2002                                                            | スペシャルウィーク                                                                    | *サンデーサイレンス                                                                   | *サンデーサイレンス |
| 父 エピファネイア 鹿毛 2010     | 父の母シーザリオ 青毛 2002                                                            | スペシャルウィーク                                                                    | キャンペンガール                                                                      |                     |
| 父 エピファネイア 鹿毛 2010     | 父の母シーザリオ 青毛 2002                                                            | *キロフプリミエール                                                                   | Sadler's Wells                                                                        | Sadler's Wells      |
| 父 エピファネイア 鹿毛 2010     | 父の母シーザリオ 青毛 2002                                                            | *キロフプリミエール                                                                   | Querida                                                                               |                     |
| 母 キャンディバローズ 鹿毛 2013 | 母の父ディープインパクト 鹿毛 2002                                                    | *サンデーサイレンス                                                                   | Halo                                                                                  | Halo                |
| 母 キャンディバローズ 鹿毛 2013 | 母の父ディープインパクト 鹿毛 2002                                                    | *サンデーサイレンス                                                                   | Wishing Well                                                                          |                     |
| 母 キャンディバローズ 鹿毛 2013 | 母の父ディープインパクト 鹿毛 2002                                                    | *ウインドインハーヘア                                                                 | Alzao                                                                                 | Alzao               |
| 母 キャンディバローズ 鹿毛 2013 | 母の父ディープインパクト 鹿毛 2002                                                    | *ウインドインハーヘア                                                                 | Burghclere                                                                            |                     |
| 母 キャンディバローズ 鹿毛 2013 | 母の母アフレタータ 栗毛 2000                                                          | *タイキシャトル                                                                       | Devil's Bag                                                                           | Devil's Bag         |
| 母 キャンディバローズ 鹿毛 2013 | 母の母アフレタータ 栗毛 2000                                                          | *タイキシャトル                                                                       | *ウェルシュマフィン                                                                   |                     |
| 母 キャンディバローズ 鹿毛 2013 | 母の母アフレタータ 栗毛 2000                                                          | *チャイナブリーズ                                                                     | Capote                                                                                | Capote              |
| 母 キャンディバローズ 鹿毛 2013 | 母の母アフレタータ 栗毛 2000                                                          | *チャイナブリーズ                                                                     | Nowanna                                                                               |                     |
| 母系(F-No.)                     | チャイナブリーズ(USA)系(FN:1-o)                                                       | チャイナブリーズ(USA)系(FN:1-o)                                                       | チャイナブリーズ(USA)系(FN:1-o)                                                       | [ § 3 ]             |
| 5代内の近親交配                 | サンデーサイレンス：M3×S4、Halo：M4×S5×M5、Hail to Reason：S5×M5、Seattle Slew：S5×M5 | サンデーサイレンス：M3×S4、Halo：M4×S5×M5、Hail to Reason：S5×M5、Seattle Slew：S5×M5 | サンデーサイレンス：M3×S4、Halo：M4×S5×M5、Hail to Reason：S5×M5、Seattle Slew：S5×M5 | [ § 4 ]             |
| 出典                            | 1. 2. 3. 4.                                                                           | 1. 2. 3. 4.                                                                           | 1. 2. 3. 4.                                                                           | 1. 2. 3. 4.         |

- 母キャンディバローズは2015年のファンタジーステークス勝ち馬。
- 伯母に2011年の函館2歳ステークス勝ち馬のファインチョイス。
- そのほかの近親はフライアーズカース#主なファミリーラインを参照。